# 하동 경천묘
하동 경천묘(河東 敬天廟)는 대한민국 경상남도 하동군 청암면 중이리에 있는, 경순왕(?∼979)의 초상화를 모신 곳으로 1902년 지은 건물이다.
1985년 11월 14일 경상남도의 문화재자료 제133호 경천묘로 지정되었다가, 2018년 12월 20일 현재의 명칭으로 변경되었다.

## 개요
경순왕(?∼979)의 초상화를 모신 곳으로 1902년 지은 건물이다.
신라의 마지막 임금인 경순왕은 평화적으로 신라를 고려에 넘겨준 뒤, 고려 태조 왕건의 큰 딸인 낙랑공주와 다시 결혼하였다.
국가를 고려에 넘기려 하자 큰아들인 마의태자는 반대하고, 막내아들인 범공은 머리를 깎고 화엄사로 들어가 중이 되었다. 경순왕은 용화산 학수사로 가서 여생을 마쳤다. 그 뒤 사람들이 왕을 추모해 학수사에 사당을 세워 모셨으나 후세 사람들이 청암면 중이리 검남산 밑으로 옮겼다.
지금 있는 건물은 1988년에 하동댐 건설로 다시 옮긴 것이다.

## 참고 문헌
- 하동 경천묘 - 국가유산청 국가유산포털